# Euryzeargyra
Euryzeargyra är ett släkte av skalbaggar. Euryzeargyra ingår i familjen långhorningar.
Kladogram enligt Catalogue of Life:
| Euryzeargyra | \| \| Euryzeargyra fuscostictica \| \| \| \| \| \| Euryzeargyra sumatrensis \| \| \| \| |
|              | \| \| Euryzeargyra fuscostictica \| \| \| \| \| \| Euryzeargyra sumatrensis \| \| \| \| |
|              | Euryzeargyra fuscostictica                                                              |
|              |                                                                                         |
|              | Euryzeargyra sumatrensis                                                                |
|              |                                                                                         |